# Drzewiany (gromada)
Drzewiany – dawna gromada, czyli najmniejsza jednostka podziału terytorialnego Polskiej Rzeczypospolitej Ludowej w latach 1954–1972.
Gromady, z gromadzkimi radami narodowymi (GRN) jako organami władzy najniższego stopnia na wsi, funkcjonowały od reformy reorganizującej administrację wiejską przeprowadzonej jesienią 1954 do momentu ich zniesienia z dniem 1 stycznia 1973, tym samym wypierając organizację gminną w latach 1954–1972.
Gromadę Drzewiany z siedzibą GRN w Drzewianach utworzono – jako jedną z 8759 gromad na obszarze Polski – w powiecie koszalińskim w woj. koszalińskim na mocy uchwały nr 43/54 WRN w Koszalinie z dnia 5 października 1954. W skład jednostki weszły obszary dotychczasowych gromad Drzewiany i Górawino oraz miejscowość Buszynko z dotychczasowej gromady Gozd ze zniesionej gminy Gozd w tymże powiecie. Dla gromady ustalono 12 członków gromadzkiej rady narodowej.
31 grudnia 1959 z gromady Drzewiany wyłączono wieś Górawino, włączając ją do gromady Gozd w tymże powiecie, po czym gromadę Drzewiany zniesiono, a jej (pozostały) obszar włączono do gromady Bobolice tamże.